# Космос-1948
Космос-1948 је један од преко 2400 совјетских вјештачких сателита лансираних у оквиру програма Космос.
Космос-1948 је лансиран са космодрома Тјуратам, Бајконур, СССР, 21. маја 1988. Ракета-носач Протон-К је поставила сателит у орбиту око планете Земље. Маса сателита при лансирању је износила 1400 килограма. Космос-1948 је био ГЛОНАСС навигациони сателит.